# Neosparassus patellatus
Neosparassus patellatus is een spinnensoort in de taxonomische indeling van de jachtkrabspinnen (Sparassidae).
Het dier behoort tot het geslacht Neosparassus. De wetenschappelijke naam van de soort werd voor het eerst geldig gepubliceerd in 1878 door Ferdinand Karsch.